# 존 레너드 혼

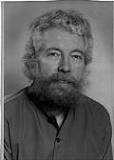

존 레너드 혼(John Leonard Horn , 1928년 9월 7일 – 2006년 8월 18일)은 인지 심리학자, 다중 지능 이론 개발의 선구자로 평가받는다.

## 같이 보기
- 레이몬드 카텔
- g인자(g factor)